# Blachow
Blachow, polnisch Błachów, ist ein Ort in der Stadt- und Landgemeinde Guttentag im Powiat Oleski der Woiwodschaft Opole in Polen.

## Geographie
Blachow liegt drei Kilometer westlich von Guttentag, 17 Kilometer südlich von Olesno (Rosenberg O.S.) und 35 Kilometer östlich von Opole Oppeln.

## Geschichte
Bis 1945 befand sich der Ort im Landkreis Loben.
1945 kam der bisher deutsche Ort unter polnische Verwaltung und wurde in Błachów umbenannt und der Woiwodschaft Schlesien angeschlossen. 1950 kam der Ort zur Woiwodschaft Oppeln. Von 1975 bis 1998 befand sich der Ort in der Woiwodschaft Tschenstochau. 1999 kam der Ort zur Woiwodschaft Oppeln und zum Powiat Oleski. Am 4. Juli 2008 erhielt der Ort zusätzlich den amtlichen deutschen Ortsnamen Blachow.